# 昂氏鮭口波魚
昂氏鮭口波魚（学名：Sarcocheilichthys untrahi）为輻鰭魚綱鯉形目鲤科鲑口波鱼属的其中一種，該物種於1869年由Francis Day描述及命名，主要分布於亞洲印度，體長可達20公分。